# روبن سانچز
روبن سانچز (انگلیسی: Rubén Sánchez؛ زادهٔ ۴ فوریهٔ ۲۰۰۱) بازیکن فوتبال اهل اسپانیا است که به صورت قرضی از اسپانیول برای میراندس بازی می‌کند. او عمدتاً یک مدافع راست است و می‌تواند در پست وینگر راست نیز بازی کند.